# ديف كليف
ديف كليف (بالإنجليزية: Dave Cliff)‏ هو عازف قيثارة جاز بريطاني، ولد في 25 يونيو 1944 في هكسهام ‏ في المملكة المتحدة.

## وصلات خارجية
- ديف كليف على موقع ميوزك برينز (الإنجليزية)
- ديف كليف على موقع أول ميوزيك (الإنجليزية)
- ديف كليف على موقع ديسكوغز (الإنجليزية)
- الموقع الرسمي